# Телевизионная служба новостей (телепрограмма)
«Телевизионная служба новостей (ТСН)» — информационная телепрограмма, выходила в эфир с сентября 1989 по 23 октября 1999 года в эфире «Первой программы ЦТ», «1-го канала Останкино» и «ТВ-6». Производилась главной редакцией информации ЦТ. Создавалась как альтернатива информационной программе «Время». Принципиальные отличия заключались в стиле, отборе и интерпретации новостей.

## История

### Советский период
Главный выпуск ТСН выходил в эфир по плавающему графику в промежутке с 23:30 до 0:00, хронометраж 10-20 минут. С 1990 по 1991 год существовали также выпуски в 12:00 (с сурдопереводом), 15:00 и 18:00. Главным редактором программы стал Эдуард Сагалаев. Первым ведущим — один из создателей ТСН — Александр Гурнов (в 1991 году перешёл на работу в ВГТРК).
С января 1990 года программу также вели Татьяна Миткова, Юрий Ростов, Дмитрий Киселёв, а с 1991 года Михаил Осокин и Сергей Доренко. Все они впоследствии стали «звёздами» российского телевидения.
В ТСН впервые на советском телевидении о новостях зрителям рассказывали не дикторы, а ведущие — молодые журналисты Гостелерадио. ТСН отличал быстрый, телеграфный стиль подачи новостей, лаконичность текстов ведущих и личностный подход в манере изложения информации.
Информационная повестка дня ТСН существенно отличалась от той, какой подавалась в эфире программы «Время». Выпуск формировался из тем и сюжетов, вызывающих широкий общественный интерес, проблемных материалов; авторы программы старались представить разные точки зрения на главные события дня, не переходя, однако, к открытой политической конфронтации.
13 января 1991 года ведущая ТСН Татьяна Миткова отказалась произносить в эфире официальное сообщение о событиях в Вильнюсе. Вместо неё текст зачитала приглашённая в студию диктор Елена Коваленко, которой Миткова передала слово.
14 января 1991 года из-за материала о событиях в Литве заменён диктором ведущий Сергей Доренко. 16 января ночной выпуск ТСН снят с эфира. В дальнейшем выпуски ТСН неоднократно подвергались цензуре, а в марте 1991 года Татьяну Миткову, Юрия Ростова и Дмитрия Киселёва полностью отстранили от эфира.
Новыми ведущими ТСН стали Игорь Минаев (до мая 1991 года), Борис Костенко, Марина Назарова, Павел Огородников и Михаил Осокин (остался в программе).
Татьяна Миткова вернулась на работу в ТСН после августовского путча.
В сентябре 1991 года новым руководителем ЦТ Егором Яковлевым был объявлен конкурс на право подготовки информационных программ для проекта «Первый канал ЦТ», работа над которым шла ещё с 1990 года. В соревновании участвовали редакции программ «Время» и ТСН, а работу бригад оценивали телезрители.
В конкурсе победила команда ТСН, коллектив программы «Время» с этим решением не согласился.
1 ноября 1991 года руководством ЦТ принято решение о создании Информационного телевизионного агентства (ИТА), информационные программы которого вышли в эфир 1 января 1992 года с названием «Новости Останкино».
ТСН в последний раз вышла в эфир «Телевидения Останкино» 31 декабря 1991 года в 18:00 с ведущим Дмитрием Киселёвым.

### Постсоветский период
В постсоветское время существовало новостное агентство ТСН во главе с Александром Гурновым, бывшим ведущим «Телевизионной службы новостей». В разное время производило выпуски новостей и репортажи для нескольких российских эфирных телеканалов тех лет.
В конце 1990-х годов (с 1 ноября 1997 по 23 октября 1999 года) название и логотип ТСН использовали выпуски новостей на ТВ-6 («ТСН-6», «6 новостей дня», «6 новостей недели» и «ТСН-Спорт»). Изначально они шли в 9:00, 12:00, 15:00, 18:00 с продолжительностью 10 минут по будням и с 9:00 по 15:00 и в 0:00 по выходным. С марта 1998 года — в 8:30, 11:30, 14:30 и 17:30 по будням и с 11:30 по 17:30 и в 0:00 по выходным, с ноября 1998 года (в том числе и из-за появления на ТВ-6 утреннего телеканала «День за днём») эфиры ТСН-6 стали выходить в 9:00, 11:00, 13:00, 15:00 и 18:00, позже 17:00 по будням и только в 17:00 по субботам. Также выходили короткие минутные выпуски ТСН, где ведущий одной строкой представлял новости часа или дня, обычно в начале нового часа или в межпрограммном пространстве. Для регионов существовал проект под названием «ТСН-Модуль», представлявший собой набор сюжетов, предоставлявшихся по модели телевизионной синдикации.
Вечерние выпуски ТСН-6 («Новости дня», 21:00/20:00, «6 новостей дня», в районе 0:00 мск) отличались интерактивностью: зрители путём телефонного голосования ежедневно определяли «новость дня», о которой делается специальный репортаж в итоговой программе в воскресенье. Но популярностью среди зрителей они не пользовались (рейтинг выпусков ТСН колебался на рубеже 0,1-0,9 %), вследствие чего через 2 года, в октябре 1999 года договор ТВ-6 и ТСН был разорван; сам же Гурнов при этом в одном из интервью заявлял, что рейтинги новостей ТСН на ТВ-6 были выше, чем у сериалов и ток-шоу, тем самым, опровергая тезис об их непопулярности среди зрителей.
25 октября 1999 года телеканал ТВ-6 по решению акционеров МНВК (вещателя телеканала) возобновил производство собственных выпусков «Новостей». В течение дня ТСН ещё продолжало выпускать свои новостные передачи, но центральная аппаратная канала сигнала из студии ТСН-6 уже не получала: в эфир вместо них выходили реклама, мультфильмы или же программа «День за днём». Системный инженер вещательного комплекса ТВ-6, с которым удалось выйти на связь, не смог объяснить коллегам из ТСН причины невыпуска передачи в эфир, сославшись на распоряжение начальства и предоставленный плейлист теледня (эфирную путёвку) без упоминания их новостей. До 20:00 МСК, пока сотрудники агентства не увидели на телевизоре контроля прямого эфира ТВ-6 первый выпуск «Новостей» с Михаилом Пономарёвым в роли ведущего, выпуски ТСН-6 продолжали выходить в эфир «в пустоту» в пределах своей аппаратной. Причина отказа от сотрудничества с ТСН заключалась в том, что главного акционера МНВК Бориса Березовского не устраивала схема, когда телеканал не производит новости самостоятельно, а покупает их у стороннего производителя. По другой версии, менеджерам ТВ-6 не нравилось, что в выпусках новостей ТСН постоянно проходили сюжеты о блоке ОВР и его председателе Юрии Лужкове, а остальные события в стране отошли на второй план. Вновь созданную информационную службу ТВ-6 возглавил Михаил Пономарёв.
После закрытия ТСН-6 на ТВ-6 агентство Гурнова сотрудничало с каналами REN-TV (в 2000 году, до этого канал покупал часть сюжетов у этого агентства) и М1. Руководство REN-TV и лично Ирену Лесневскую не устраивало качество информации, подаваемой в выпусках производства данной телекомпании, и с 12 июня 2000 года телеканал стал снова выпускать собственные выпуски новостей. Этот эпизод привёл к разладу в отношениях между «Лукойлом» и REN-TV, и спустя менее чем год нефтяная компания продала пакет акций телеканала компании «Центр оптимизации расчётов», аффилированной с «РАО ЕЭС».
С 1999 по 2001 год из агентства ТСН в информационные редакции на каналы ОРТ, РТР, ТВЦ и ТВ-6, а ещё через некоторое время — также на REN-TV, НТВ, «Третий канал», RTVI и РБК-ТВ ушли почти все известные его сотрудники. Среди них были: Анна Федотова, Алла Волохина, Наталья Крапивина, Вячеслав Волков, Олег Горюнов, Михаил Панков, Сергей Агеев, Руслан Случевский, Анатолий Стрельцов, Иван Семёнов, Алексей Сонин, Андрей Ведута, Александр Оверчук, Ольга Богословская, Игорь Будников, Владимир Соловьёв, Андрей Батурин, Павел Гутник, Иван Андронов, Валерий Киоса, Анна Потагина, Наталья Эфрусси, Владимир Карташков, Александр Яковенко, Мария Малиновская, Сергей Барабанов, Наталия Платонова, Георгий Цихисели, Галина Лемешева. После отказа от услуг ТСН каналов REN-TV и М1 (это произошло примерно в тот же хронологический период) агентство Гурнова стало сотрудничать только с региональными телекомпаниями, а осенью 2001 года — окончательно прекратило свою деятельность.

## Ведущие
- Татьяна Миткова
- Александр Гурнов
- Юрий Ростов
- Борис Костенко
- Дмитрий Киселёв[51]
- Марина Назарова
- Павел Огородников
- Михаил Осокин
- Сергей Доренко
- Игорь Минаев

## Факты
- С июня 1990 по август 1991 года в 18:45 выходил международный выпуск ТСН.
- В ночных эфирах ТСН в конце недели выходила рубрика «Непальский гороскоп».
- Выпуски ТСН заканчивались рубрикой «Прогноз погоды» под музыкальные клипы иностранных исполнителей.
- Информационная программа с тем же названием выходит на украинском канале «1+1» с 1997 года.